# UTC-04:00

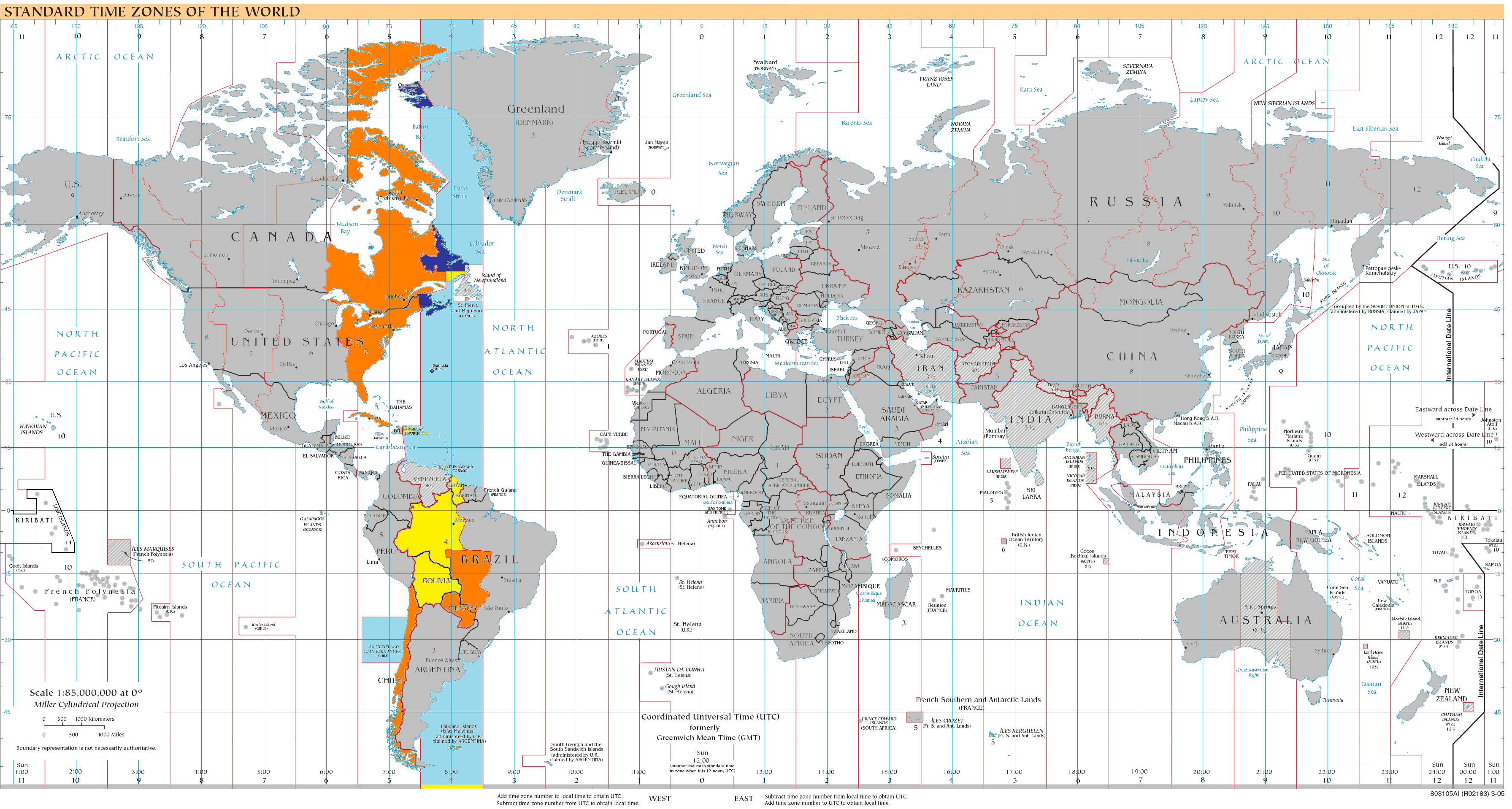
Mapa de UTC-04:00

UTC-04:00 es el trigésimo primer huso horario del planeta cuya ubicación geográfica se encuentra en el meridiano 60 oeste. Aquellos países que se rigen por este huso horario se encuentran 4 horas por detrás del meridiano de Greenwich.

## Hemisferio norte

### Países que se rigen por UTC-04:00 todo el año
| Abreviatura | Nombre Completo                                      | País |
| ----------- | ---------------------------------------------------- | --- |
| AMT         | Hora del Amazonas (Amazon Time)                      | Brasil - Amazonas (parte) - Roraima (parte) |
| AST         | Hora Estándar del Atlántico (Atlantic Standard Time) | Antigua y Barbuda Barbados Canadá - Quebec (zonas al este del meridiano 63 oeste) Dominica Islas Vírgenes de los Estados Unidos Francia - Guadalupe - Martinica - San Bartolomé - San Martín Granada Países Bajos - Aruba - Caribe Neerlandés - Curazao - San Martín Reino Unido - Anguila - Islas Vírgenes Británicas - Montserrat Puerto Rico República Dominicana San Cristóbal y Nieves San Vicente y las Granadinas Santa Lucía Trinidad y Tobago |
| GYT         | Hora de Guyana (Guyana Time)                         | Guyana |
| VET         | Hora Estándar de Venezuela (Venezuela Standard Time) | Venezuela |

### Países que se rigen por UTC-04:00 en Horario Estándar
| Abreviatura | Nombre Completo                                      | País |
| ----------- | ---------------------------------------------------- | --- |
| AST         | Hora Estándar del Atlántico (Atlantic Standard Time) | Canadá - Islas del Príncipe Eduardo - Nueva Escocia - Nuevo Brunswick - Terranova y Labrador (parte oeste) Dinamarca - Groenlandia - Base aérea de Thule Reino Unido - Bermudas |

### Países que se rigen por UTC-04:00 en Horario de Verano
| Abreviatura | Nombre Completo                                 | País |
| ----------- | ----------------------------------------------- | --- |
| CDT         | Hora de Verano de Cuba (Cuba Daylight Time)     | Cuba |
| EDT         | Hora de Verano del Este (Eastern Daylight Time) | Bahamas Canadá - Nunavut (excepto Kugluktuk, Cambridge Bay y la Isla de Southampton) - Ontario (partes al este del meridiano 90 oeste) - Quebec (zonas al oeste del meridiano 63 oeste) Estados Unidos - Carolina del Norte - Carolina del Sur - Connecticut - Delaware - Florida (excepto los condados de Bay, Calhoun, Escambia, Holmes, Jackson, Okaloosa, Santa Rosa, Walton y norte del Condado de Gulf) - Georgia - Indiana (excepto los condados de Gibson, Jasper, La Porte, Lake, Newton, Perry, Porter, Posey, Starke. Vanderburgh y Warrick) - Kentucky (parte este) - Maine - Maryland - Massachusetts - Míchigan (excepto los condados de Dickinson, Gogebic, Iron y Menominee) - Nuevo Hampshire - Nueva Jersey - Nueva York - Ohio - Pensilvania - Rhode Island - Tennessee (parte este) - Vermont - Virginia - Virginia Occidental - Washington D. C. Haití Reino Unido - Islas Turcas y Caicos |

## Hemisferio sur

### Países que se rigen por UTC-04:00 todo el año
| Abreviatura | Nombre Completo                 | País                                                                                       |
| ----------- | ------------------------------- | ------------------------------------------------------------------------------------------ |
| AMT         | Hora del Amazonas (Amazon Time) | Brasil - Amazonas (parte) - Mato Grosso - Mato Grosso del Sur - Rondonia - Roraima (parte) |
| BOT         | Hora de Bolivia (Bolivia Time)  | Bolivia                                                                                    |

### Países que se rigen por UTC-04:00 en Horario Estándar
| Abreviatura | Nombre Completo                              | País                                                                            |
| ----------- | -------------------------------------------- | ------------------------------------------------------------------------------- |
| CLT         | Hora Estándar de Chile (Chile Standard Time) | Chile (excepto la Isla de Pascua, la Región de Aysén y la Región de Magallanes) |